# The Visit (álbum)
The Visit es el cuarto álbum de estudio de la cantante e instrumentalista canadiense Loreena McKennitt. El disco fue publicado en 1991 y fue certificado como Disco de Oro en Estados Unidos.

## Lista de temas
Todos los temas fueron escritos por McKennitt a excepción de los que han sido descritos con la autoría de otros personajes.
- 1.- All Souls Night - 5:09
- 2.- Bonny Portmore - 4:21 (Tradicional/McKennitt)
- 3.- Between The Shadows - 3:42
- 4.- The Lady Of Shalott - 11:34 (Alfred Tennyson/McKennitt)
- 5.- Greensleeves - 4:26 (Tradicional/McKennitt)
- 6.- Tango To Evora - 4:10
- 7.- Courtyard Lullaby - 4:57
- 8.- The Old Ways - 5:44
- 9.- Cymbeline - 5:07 (Letra: William Shakespeare/Música: McKennitt)

## Observaciones
- All Souls Night deriva de la unión original de McKennitt sobre antiguas tradiciones mitológicas celtas y de la cultura japonesa.
- Bonny Portmore es una canción tradicional celta que refleja y trata sobre la deforestación de los bosques de roble.
- The Lady Of Shalott se basa en el escrito del mismo nombre del poeta Alfred Tennyson.
- Greensleeves, según los escritos del disco, fue escrita por Enrique VIII, lo cual fidedignamente no es correcto.
- Tango To Evora se utilizó en la banda sonora del documental The Burning Times presentado en la National Film Board of Canada.
- Cymbeline está compuesta a partir de los escritos de William Shakespeare en su obra Cymbeline.

## Personal
- Loreena McKennitt: Voces, Sintetizadores, Piano, Arpa, Acordeón, Arreglista, Productora, Adaptación.
- Anne Bourne: Chelo.
- Al Cross: Tambores.
- Tom Hazlett: Bajo
- Brian Hughes: Balalaica, Guitarra acústica y eléctrica, Productor asistente.
- Patrick Hutchinson: Uilleann Pipes.
- George Koller: Bajo, Chelo, Violín, Tambura, Cítara.
- Rick Lazar: Percusión, Udu.
- Hugh Marsh: Violín.
- Jeff Wolpert: Ingeniero, Mexclador y Productor asistente.